# Michael Czerny
Michael Felix Czerny (Brno, 18 de julio de 1946) es un sacerdote jesuita y cardenal católico canadiense, nacido en Checoslovaquia. Fue prefecto del Dicasterio para el Servicio del Desarrollo Humano Integral hasta la muerte del Papa Francisco.

## Biografía

### Familia
Michael Felix Czerny, nació el 18 de julio de 1946, en la ciudad de Brno, de la entonces República Socialista Checoslovaca. 
Su abuela materna murió en Auschwitz durante la época nazi, y su madre Winifred Hayek Czerny fue internada en el campo de concentración de Theresienstadt. Dado que su padre, Egon Czerny, se negó a separarse de su esposa cuando ella estaba en Theresienstadt, tuvo que realizar trabajos forzados en un campo de Postoloprty, durante los últimos ocho meses de la guerra.
En 1948, sus padres emigraron por barco a Canadá, con él cuando era un niño pequeño y su hermano recién nacido.

### Formación
Asistió al Loyola High School, de Montreal; donde se graduó en 1963, a la edad de 17 años.
Fue enviado a estudiar clásicos y filosofía en la Universidad Gonzaga (Spokane); completó la licenciatura en Artes Clásicas y Filosofía en 1968. Realizó estudios de teología en Chicago y en Regis College (Toronto). 
En 1978, recibió el doctorado en estudios interdisciplinarios, por la Universidad de Chicago; con una tesis doctoral sobre Ludwig Feuerbach y Karl Marx.

### Vida religiosa
Ingresó a la Compañía de Jesús, el 14 de agosto de 1964. Hizo su noviciado en Guelph, Ontario.
Su ordenación sacerdotal fue el 9 de junio de 1973, para la Provincia Jesuita de Canadá, en Ontario.
En 1979, fundó el Foro Jesuita para la Fe y la Justicia Social en Toronto, donde fue director hasta el 1989. Después del asesinato de seis jesuitas en la Universidad americana Central de El Salvador fue nombrado Director de su Instituto de Derechos humanos (IDHUCA). De 1992 a 2002, sirvió en la Secretaría de Justicia Social y de Ecología en la Curia General Jesuita en Roma. En 1992 fundó la Red Jesuita Africana contra el SIDA mientras enseñaba en el Colegio Universitario de Hekima en Nairobi hasta el 2005.
De 2010 a 2016, trabajó en el Pontificio Consejo "Justicia y Paz" como asesor del Cardenal Peter Turkson.
El Papa Francisco le nombró subsecretario de la Sección Migrantes y Refugiados del Dicasterio para el Servicio del Desarrollo Humano Integral el junto con Fabio Baggio, el 14 de diciembre de 2016, dos semanas antes que el organismo empezara a funcionar. Desde su nueva posición, llamó a la migración "uno de los fenómenos humanos más importantes y urgentes de nuestro tiempo", añadiendo: "Apenas hay un lugar en el planeta que no sea tocado por este fenómeno. De hecho, aunque muchos no lo saben, hoy hay más personas que se mueven en Rusia y China que en cualquier otra parte del mundo.” En 2016 ya le había encargado a Timothy Schmalz la escultura Angels Unawares que muestra un barco con migrantes y refugiados con ropa que los identifica de distintas culturas y períodos y que sería inaugurada en la Plaza de San Pedro del Vaticano en 2019.
En octubre de 2018, defendiendo que el reto de la migración es solucionable, dijo que la retórica utilizada para describir la migración y los movimientos de refugiados era engañosa. Dijo: "No es una crisis. Es una serie de malos manejos y políticas deficientes y manipulaciones egoístas. Los números de los que estamos hablando, incluso en la escala total, no son tan buenos".
El 4 de mayo de 2019, Francisco lo nombró uno de los dos Secretarios Especiales para el Sínodo de los Obispos de octubre de 2019 para la región de la Amazonía Panamericana. Unos años antes, en 2015, escribió que "las limitaciones y fragmentaciones" entre las organizaciones de la Amazonia fueron superadas con la REPAM que había permitido una mejor coordinación entre la Iglesia Católica en la zona y había trabajado para defender los pueblos indígenas y el medio ambiente. Esta entidad tendría un peso importante en el sínodo.

### Cardenalato
El 4 de octubre de 2019 recibió la consagración episcopal de manos del papa Francisco, asignándole la Sede titular de Benevento. Al día siguiente, 5 de octubre, fue nombrado cardenal. El 19 de enero de 2020 tomó posesión de la diaconía de San Miguel Arcángel, en Pietralata (Roma).
Su escudo de armas está compuesto por un campo verde que evoca la encíclica Laudato si' del Papa Francisco, un bote de oro que transporta a una familia de cuatro refugiados, el sello de la Compañía de Jesús y la palabra "suscipe", la palabra inicial de la oración en los Ejercicios espirituales de San Ignacio de Loyola: Suscipe, Domine, universam meam libertatem ("Toma, Señor, toda mi libertad") y también evoca el mandato del Evangelio de "recibir" al extraño. La cruz pectoral de Czerny, hecha por el artista italiano Domenico Pellegrino, está formado a partir de los restos de un barco utilizado por los migrantes para cruzar el mar Mediterráneo y llegar a la isla italiana de Lampedusa.
El 14 de enero de 2020 fue nombrado miembro de la Congregación para la Evangelización de los Pueblos.
El 19 de mayo de 2020 fue nombrado miembro del Pontificio Consejo para el Diálogo Interreligioso  ad quinquennium.
En junio de 2021, fue nombrado miembro del jurado del Premio Zayed a la Fraternidad Humana.
El 23 de diciembre de 2021 fue nombrado prefecto ad interim del Dicasterio para el Servicio del Desarrollo Humano Integral, asumiendo el cargo el 1 de enero de 2022.
En marzo de 2022, tras la invasión rusa de Ucrania, el Papa Francisco envió al Cardenal Michael Czerny con ayuda humanitaria a Ucrania junto con el Limosnero Apostólico, el Cardenal Konrad Krajewski. Esta misión, que constó de varios viajes, fue considerada como un gesto muy inusual por parte de la diplomacia vaticana.
El 23 de abril de 2022 fue nombrado prefecto del Dicasterio para el Servicio del Desarrollo Humano Integral usque ad
octogesimum annum aetatis.
El 30 de enero de 2024, fue nombrado miembro del Consejo de la Sección Sección para las Relaciones con los Estados y Organismos Internacionales de la Secretaría de Estado de la Santa Sede usque ad octogesimum annum aetatis.

## Libros
- Michael Czerny; Christian Barone (2021). Fraternità segno dei tempi. Il magistero sociale di Papa Francesco. Libreria Editrice Vaticana. ISBN 978-88-266- 0663-7.